# Coburger Taler
Der Coburger Taler oder Kusstaler ist eine Spottmedaille im Wert eines Talers aus dem Jahr 1599 aus Coburg, die Herzog Johann Casimir von Sachsen-Coburg anlässlich seiner zweiten Eheschließung prägen ließ.
Herzog Johann Casimir ließ sich 1593 von seiner Frau Anna von Sachsen scheiden, nachdem ihr Ehebruch mit Ulrich von Lichtenstein offenbar wurde. Er ließ Anna unter anderem im Kloster Sonnefeld inhaftieren. 1599 heiratete er Margarethe von Braunschweig-Lüneburg und ließ aus diesem Anlass die Münze prägen, auf deren Avers ein sich innig küssendes Paar mit der Umschrift WIE KVSSEN SICH DIE ZWEY SO FEIN (Johann Casimir und Margarethe) zu sehen ist, auf der anderen Seite aber Anna, dargestellt als Ordensschwester, mit den Worten: WER KVST MICH – ARMES NVNNELIN.
Die Behauptung, dass Johann Casimir die Münze 1599 prägen ließ, stellte Wilhelm Ernst Tentzel in seinem Werk „Sächsische Medaillengeschichte der ernestinischen und albertinischen Linie“ von 1705–1714 auf. Belege dafür gibt es nicht und Historiker sowie Numismatiker bezweifeln dies. Der Numismatiker Walter Grasser deutet den Kusstaler als zeitgenössische religiöse Protestmedaille gegen den Eheverzicht katholischer Nonnen.
Dass dem wohl nicht so ist, zeigt ein wahrscheinlich 1599 gefertigter Stich. Auf diesem ist ein fürstliches Brautpaar nebeneinander liegend dargestellt, während in der Entfernung eine Nonne seufzend steht und im Hintergrund das Kloster Sonnefeld (wo Anna gefangen gehalten wurde!) sowie die Veste Coburg erkennbar sind. Die Umschrift auf dem Bild ist die gleiche, wie auf der Medaille.
Die Bezeichnung Kusstaler, vom Volksmund geprägt, wird heute noch für die Münze verwendet.